# ميورة صغيرة
ميورة صغيرة (بالإنجليزية: Ureaplasma parvum)‏ هي نوع من البكتيريا، بكتيريا إيجابية الغرام، تتبع الميورة.